# Mùa bão Nam Thái Bình Dương 2018-19
Mùa bão xoáy Nam Thái Bình Dương 2018–19 là giai đoạn của năm khi hầu hết các cơn bão nhiệt đới hình thành trong vùng Nam Thái Bình Dương ở phía đông 160 ° E.Mùa chính thức diễn ra từ ngày 1 tháng 11 năm 2018 đến ngày 30 tháng 4 năm 2019, tuy nhiên một cơn bão nhiệt đới có thể hình thành vào bất kỳ thời điểm nào từ ngày 1 tháng 7 năm 2018 đến ngày 30 tháng 6 năm 2019 và sẽ được tính vào tổng số mùa.Trong mùa, các cơn bão nhiệt đới sẽ được giám sát chính thức bởi Trung tâm Khí tượng chuyên ngành khu vực (RSMC) ở Nadi, Fiji và các Trung tâm Cảnh báo Cơn bão nhiệt đới ở Brisbane, Australia và Wellington, New Zealand. Các lực lượng vũ trang Hoa Kỳ thông qua Trung tâm Cảnh báo Typhoon chung (JTWC) cũng sẽ theo dõi lưu vực và đưa ra cảnh báo không chính thức vì lợi ích của người Mỹ. RSMC Nadi gắn một số và hậu tố F với các nhiễu loạn nhiệt đới hình thành trong hoặc di chuyển vào lưu vực trong khi JTWC chỉ định các lốc xoáy nhiệt đới đáng kể với một số và hậu tố P.RSMC Nadi, TCWC Wellington và TCWC Brisbane đều sử dụng Quy mô Cường độ Cyclone Nhiệt đới Úc và ước tính tốc độ gió trong khoảng thời gian mười phút, trong khi JTWC ước lượng gió bền vững trong khoảng thời gian 1 phút, sau đó được so sánh với gió bão Saffir-Simpson tỷ lệ (SSHWS).